# 688th Cyberspace Wing
Il 688th Cyberspace Wing è uno stormo di operazioni nel cyberspazio dell'Air Combat Command, inquadrato nella Sixteenth Air Force. Il suo quartier generale è situato presso la Joint Base San Antonio-Lackland, in Texas.

## Missione
Lo stormo esegue un corredo diversificato di missioni di sviluppo, collaudo e valutazione delle capacità informatiche, sviluppa e valida tattiche informatiche, integra l'informatica negli eventi addestrativi dell'United States Air Force Warfare Center, impiega squadre di protezione informatica per difendere la rete prioritaria del Dipartimento della Difesa e i sistemi contro minacce rilevanti, ed infine supporta le unità formali d'addestramento nel cyberspazio dell'U.S.A.F.

## Organizzazione
Al maggio 2017, esso controlla:
- 38th Cyberspace Engineering Installation Group
  - 38th Operations Support Squadron
  - 38th Engineering Squadron
  - 38th Contracting Squadron
  - 38th Cyberspace Readiness Squadron
  - 85th Engineering Installation Squadron, Keesler Air Force Base, Mississippi
- 318th Cyberspace Operations Group
  -  39th Information Operations Squadron, Formal Training Unit, Hurlburt Field, Florida
  -  90th Cyberspace Operations Squadron
  -  92nd Cyberspace Operations Squadron
  - 318th Operations Support Squadron
  -  346th Test Squadron
  - Detachment 1, Fort George G. Meade, Maryland
  - Detachment 2, Nellis Air Force Base, Nevada
- 688th Cyberspace Operations Group, Scott Air Force Base, Illinois
  -  833rd Cyberspace Operations Squadron, Joint Base San Antonio-Lackland, Texas
  -  834th Cyberspace Operations Squadron, Joint Base San Antonio-Lackland, Texas
  -  835th Cyberspace Operations Squadron
  -  836th Cyberspace Operations Squadron, Joint Base San Antonio-Lackland, Texas
  -  837th Cyberspace Operations Squadron
- 5th Combat Communications Group, Robins Air Force Base, Georgia
  - 5th Combat Communications Support Squadron
  -  51st Combat Communications Squadron
  -  52nd Combat Communications Squadron